# Oppenheim (Nowy Jork)
Oppenheim – miasto w Stanach Zjednoczonych, w stanie Nowy Jork, w hrabstwie Fulton.